# Monte Joly
O Monte Joly, que faz parte do maciço do Beaufortain, é uma montanha que culmina a 2 525 m de altitude e que se encontra na Alta Saboia, em França.
O monte separa a parte alta do vale de Arly da do vale Montjoie, e encontra-se na comuna francesa de Contamines-Montjoie e de Saint-Gervais-les-Bains.

## Acesso
O acesso é possível a partir de diferentes localidades como a de Contamines-Montjoie ou mesmo de  Megève-Le planay para um percurso pedestre de cerca de um dia.